# Commercial Crew Program
Il Commercial Crew Program (CCP) è un programma di volo spaziale con equipaggio operato dalla NASA, in associazione con le compagnie aerospaziali private Boeing e SpaceX. L'obiettivo del programma è quello di interrompere la dipendenza dal programma Soyuz, iniziata successivamente all'interruzione del programma Space Shuttle, per il lancio di equipaggi verso la Stazione spaziale internazionale, attraverso l'utilizzo delle capsule Starliner di Boeing e Dragon 2 di SpaceX. La prima missione operativa da parte di SpaceX è programmata per l'autunno 2020, mentre quella di Boeing è prevista per il 2021.
Il programma inizia nel 2011 con il Commercial Crew Development, al fine di individuare compagnie private per lo sviluppo di tecnologie di lancio e di trasporto per inviare equipaggi umani verso la Stazione spaziale internazionale. Dopo una serie di gare aperte, la NASA selezionò nel 2014 SpaceX e Boeing per sviluppare, collaudare e infine far volare delle navicelle spaziali certificate per volo umano. Nonostante le prime missioni operative fossero state previste per il 2017, a causa di ritardi dovuti a problemi nelle varie fasi di sviluppo, l'effettiva operatività è avvenuta solo nel 2020, con il primo lancio di prova con equipaggio da parte di SpaceX.

## Panoramica del programma

### Storia
Nel 2004, il programma Vision for Space Exploration, voluto dal presidente degli Stati Uniti George W. Bush, a seguito del disastro dello Space Shuttle Columbia, aveva l'obiettivo di inviare astronauti sulla Luna tramite una nuova navetta chiamata Crew Exploration Vehicle. A seguito del NASA Authorization Act of 2005, è stato creato il programma Constellation, nel quale era previsto l'impiego di una rivisitazione della navetta Crew Exploraton Vehicle chiamata Orion per la rotazione dell'equipaggio della stazione spaziale internazionale e per l'esplorazione lunare. Orion ha sostituito il programma Orbital Space Plane, che era progettato solo per trasportare astronauti sulla stazione. Nel 2009 la commissione Augustine, incaricata dal presidente degli Stati Uniti Barack Obama, ha ritenuto che i fondi e le risorse fossero insufficienti per raggiungere gli obiettivi del programma, a meno di avere dei significativi ritardi e un aumento dei finanziamenti di 3 miliardi di dollari. Questa conclusione ha indotto la NASA ad esaminare alternative al programma. Nel 2010 è stato ufficialmente cancellato il programma Constellation, e la NASA ha convertito la navetta Orion per missioni oltre l'orbita terrestre, scegliendo di collaborare con partner commerciali per svolgere le missioni in orbita terrestre bassa. Queste ultime, come il trasporto di astronauti sulla stazione e altre attività in orbita terrestre bassa, erano svolte dallo Space Shuttle prima della cancellazione del programma nel 2011. L'industria spaziale privata avrebbe sopperito alla necessità di utilizzare le navette Sojuz della Roscosmos.

### CCDev
Nel 2010 sono stati assegnati 1,3 miliardi di dollari per estendere il programma Commercial Crew Development (CCDev) di altri 3 anni. Mentre la prima fase del programma era dedicata allo sviluppo di tecnologie, la seconda fase, CCDev 2, era finalizzata alla selezione di navette per il trasporto di astronauti da e verso la stazione spaziale. I vincitori della seconda fase sono stati Blue Origin, SpaceX, Sierra Nevada Corporation e Boeing. L'azienda SpaceX aveva già un contratto con la NASA per il trasporto di rifornimenti alla stazione spaziale con la sua navetta Dragon attraverso il programma Commercial Resupply Services. Con questo programma è stata finanziata con 75 milioni di dollari per lo sviluppo di una versione di Dragon e del Falcon 9 in grado di trasportare astronauti. Blue Origin ha ricevuto 22 milioni per proseguire il progetto di un veicolo orbitale biconico, mentre Sierra Nevada e Boeing hanno ottenuto rispettivamente 80 e 92,3 milioni di dollari per sviluppare le rispettive navette. 

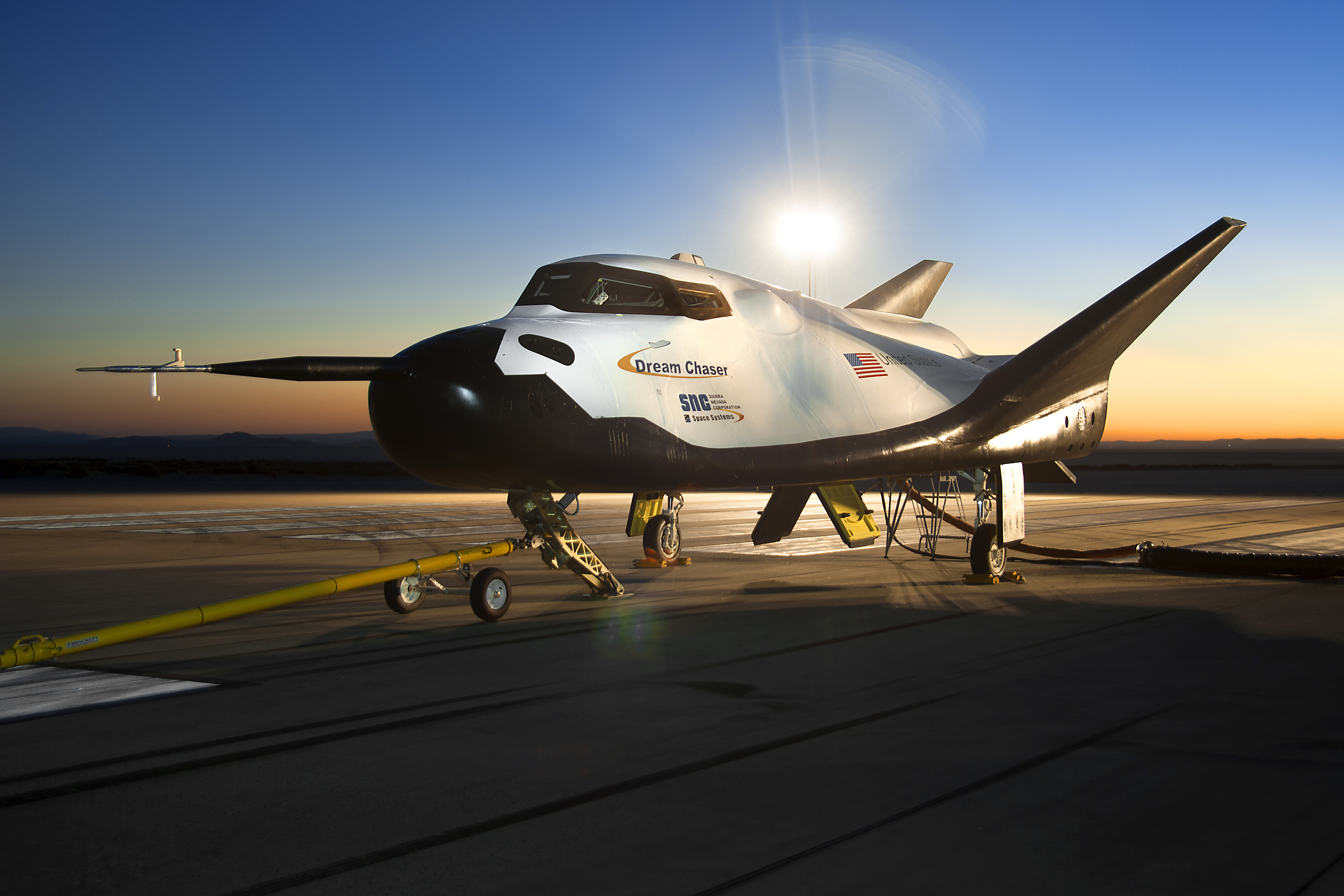
Il Dream Chaser sviluppato da Sierra Nevada Corporation al Dryden Flight Research Center nella base Edwards Air Force Base

La terza fase era chiamata Commercial Crew integrated Capability (CCiCap) e comprendeva ulteriori fondi per finanziare lo sviluppo delle proposte selezionate fino a maggio 2014, con l'obiettivo di svolgere missioni con equipaggio entro cinque anni. Nonostante avesse vinto le fasi 1 e 2, Blue Origin decise di non partecipare alla CCiCap, e proseguire lo sviluppo della propria navetta attraverso finanziamenti privati. Ad agosto 2012 si è conclusa la fase CCiCap, con il finanziamento delle navette Dream Chaser di Sierra Nevada, Crew Dragon di SpaceX e Starliner di Boeing. La proposta di Alliance Techsystem, relativa al veicolo di lancio Liberty, non è stata selezionata perché giudicata insoddisfacente.
A dicembre 2012 la NASA ha concesso altri 10 milioni di dollari alle tre aziende finaliste per far aderire i progetti proposti agli standard ingegneristici e ai requisiti di sicurezza della NASA. L'ultima fase del programma CCDev, chiamata Commercial Crew Transportation Capability (CCtCap), aveva l'obiettivo di certificare gli operatori per i voli spaziali con equipaggio. Il 16 settembre 2014 sono state selezionate le navette di SpaceX e di Boeing, che hanno vinto contratti di 2,6 miliardi di dollari e 4,2 miliardi di dollari. Sierra Nevada ha presentato una protesta al Government Accountability Office (GAO) a seguito della sua esclusione, denunciando irregolarità nel processo di selezione della NASA. La Court of Federal Claims statunitense ha confermato la decisione di proseguire lo sviluppo di Crew Dragon e di Starliner mentre veniva esaminata l'istanza di Sierra Nevada, esprimendo preoccupazione per le missioni verso la stazione spaziale in caso di ritardi al Commercial Crew Program. A gennaio 2015, il GAO ha archiviato l'istanza, dichiarando che le prove raccolte non erano sufficienti a sostenere le accuse alla NASA. Sierra Nevada ha deciso di continuare lo sviluppo del Dream Chaser per offrire in futuro servizi commerciali per il trasporto di astronauti. In seguito è stata sviluppata una variante della navetta per il trasporto cargo alla stazione spaziale che è stata selezionata per la seconda parte del programma Commercial Resupply Services.

### Missioni dimostrative

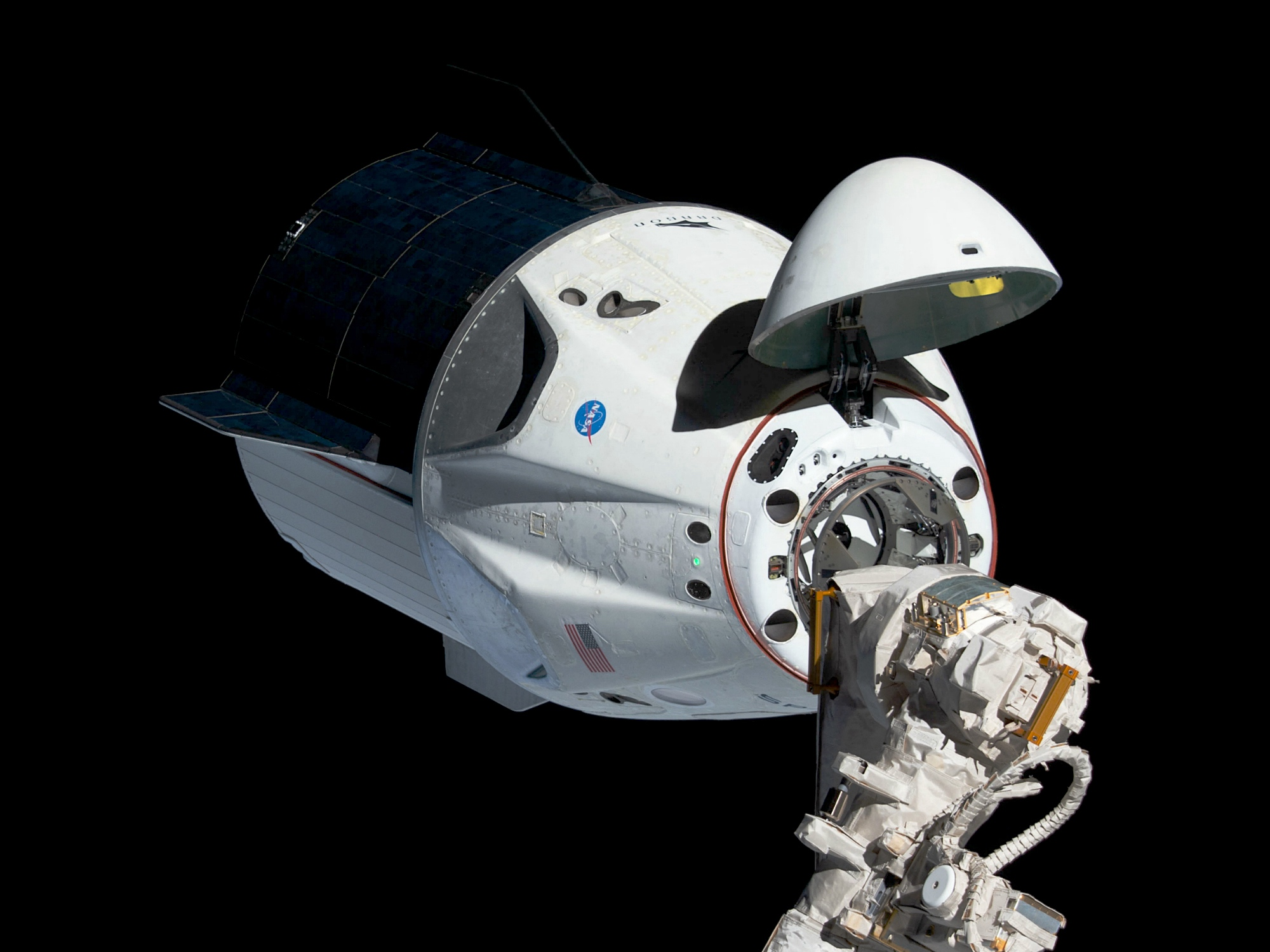
La Crew Dragon nella missione Demo-1 in avvicinamento al modulo Harmony della stazione spaziale

Le prime missioni del programma sarebbero dovute iniziare al termine del 2017, ma Boeing ha annunciato a maggio 2016 che il primo volo con equipaggio era stato spostato nel 2018 a seguito di problemi con il lanciatore Atlas V N22. Anche SpaceX ha dovuto rimandare l'inizio delle missioni al 2018 dopo la perdita del satellite Amos-6 a causa dell'esplosione del lanciatore Falcon 9, lo stesso che sarebbe stato impiegato per la Crew Dragon. Nel 2018 sarebbe terminati i contratti con Roscosmos per l'invio di astronauti attraverso le navette Sojuz, e nel febbraio 2017 il GAO ha espresso preoccupazioni e raccomandato alla NASA un piano per la rotazione dell'equipaggio della stazione in caso di ulteriori ritardi.
A seguito di questa sollecitazione, la NASA ha acquistato altri cinque posti nei voli Sojuz tramite Boeing. Quest'ultima aveva raggiunto un accordo con l'azienda RKK Ėnergija ricevendo questi posti come compensazione per una precedente disputa legale con l'azienda russa. Ad ottobre 2018 la NASA ha selezionato gli astronauti per le prime missioni dimostrative delle navette di SpaceX e Boeing, e due mesi dopo ha fissato le date di lancio per il 2019.

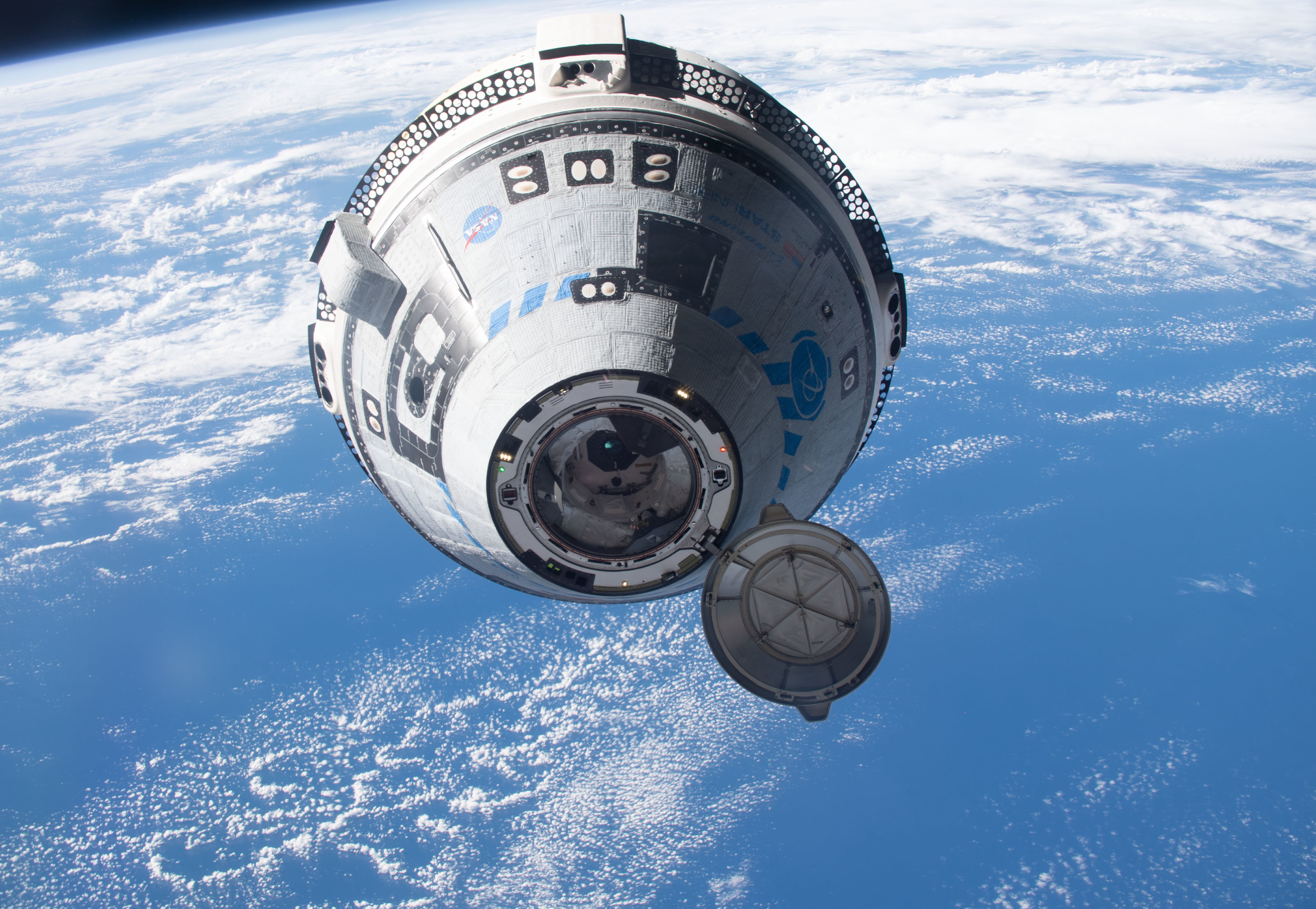
La Starliner crew nella missione Orbital Flight Test-2 in avvicinamento alla stazione spaziale

Il 2 marzo 2019 si è svolta la prima missione dimostrativa senza equipaggio della Crew Dragon, nella quale la navetta di SpaceX ha attraccato con successo alla stazione spaziale ed è tornata a Terra sei giorni dopo il lancio. La navetta è stata tuttavia distrutta ad aprile 2019 durante un test, a causa di un malfunzionamento ai propulsori SuperDraco, causando ulteriori ritardi ai successivi voli della Crew Dragon. Anche le missioni dimostrative Boeing Orbital Flight Test e Boeing Crewed Flight Test sono state rinviate alla fine del 2019 per problemi al sistema di abbandono del lancio di Starliner.
Il test del sistema di abbandono del lancio di Starliner, Boeing Pad Abort Test, è stato concluso a novembre 2019, anche se non è stato privo di intoppi. Questo tipo di test verifica il sistema di sicurezza che distacca e allontana la navetta dal lanciatore in caso di anomalie pericolose. Dopo l'allontanamento, la navetta atterra tramite paracadute. Durante il test, Starliner ha attivato i propulsori dedicati a questa manovra, ma uno dei tre paracadute non si è aperto correttamente. La NASA ha comunque valutato positivamente la prova, in quanto il sistema di atterraggio deve essere progettato per atterrare con soli due paracadute. La prima missione dimostrativa senza equipaggio, chiamata Boeing Orbital Flight Test, ha sofferto di problemi al software della navetta che hanno precluso il previsto attracco alla stazione spaziale e ha causato l'interruzione della missione. Una indagine indipendente della NASA ha classificato il malfunzionamento del software come "high-visibility close call", termine che indica un quasi fallimento della missione. Una seconda missione dimostrativa, con gli stessi obiettivi della prima è stata programmata per luglio 2021. Questi inconvenienti hanno spinto la NASA ad acquistare un posto nel volo Sojuz MS-17, per assicurare la partecipazione alla Expedition 64 in caso di ulteriori ritardi nelle missioni del programma, con l'opzione di acquistare altri posti in voli successivi del veicolo russo.

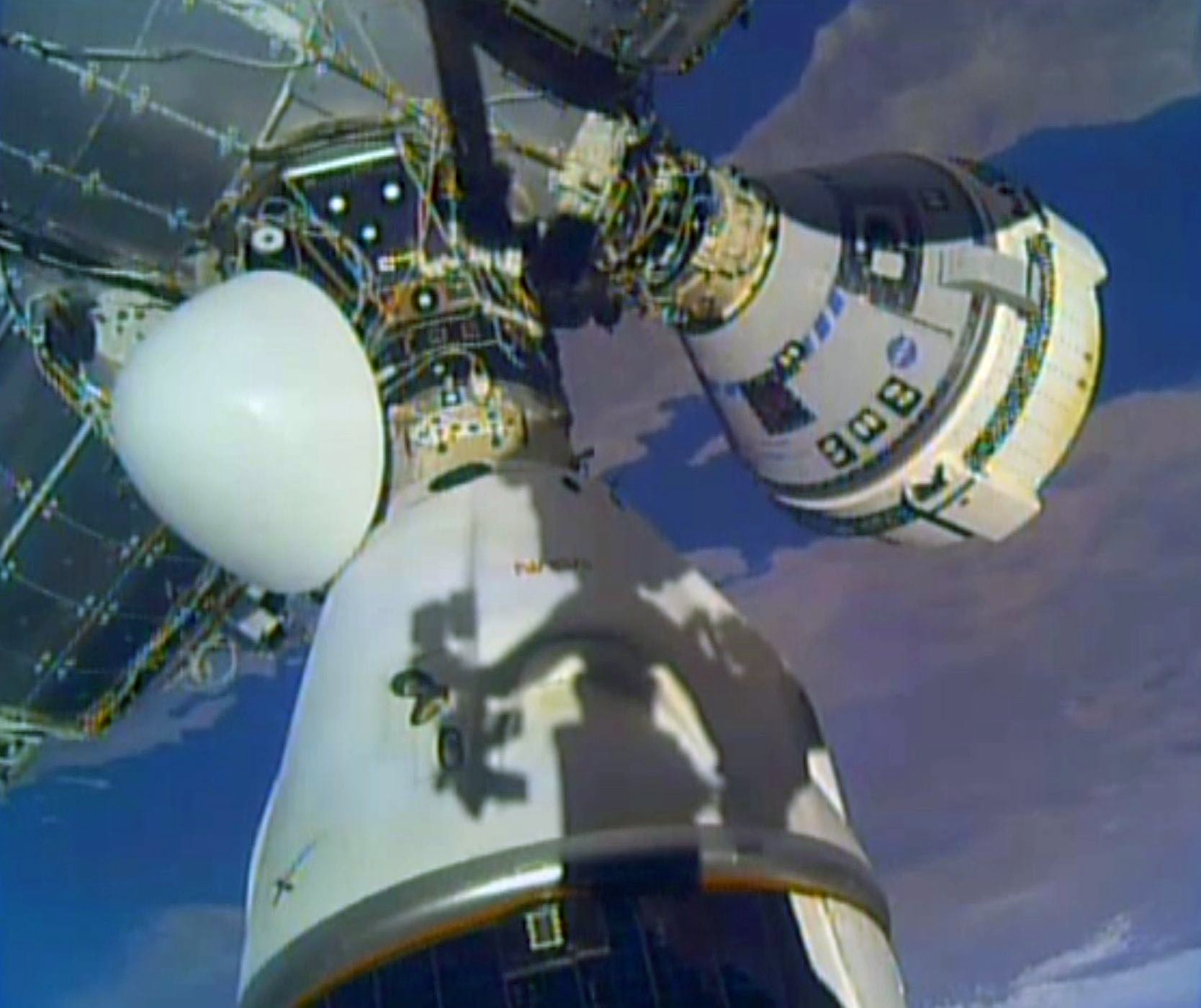
Entrambi i veicoli spaziali Crew Dragon e Staliner attraccati al modulo Harmony della stazione spaziale

A gennaio 2020 si è svolta con successo il test del sistema di abbandono del lancio di Crew Dragon, preparando il terreno per l'ultima missione dimostrativa con equipaggio. Questa si è svolta con successo a maggio 2020, e ha trasportato gli astronauti Robert Behnken e Douglas Hurley sulla stazione spaziale. La prima missione operativa, SpaceX Crew-1, si è svolta il 16 novembre 2020, seguita dalle missioni SpaceX Crew-2 ad aprile 2021 e SpaceX Crew-3 a novembre dello stesso anno.
Il 3 agosto 2021, durante i preparativi per il lancio della missione dimostrativa della navetta di Boeing, si sono verificati dei malfunzionamenti alle valvole del suo sistema di propulsione. Il volo è stato quindi rinviato e la navetta è stata sottoposta ad analisi approfondite, che hanno impiegato diversi mesi per trovare la causa dell'avaria. La missione si è infine svolta correttamente con il lancio della Starliner il 19 maggio, l'attracco alla stazione spaziale e l'atterraggio il 25 maggio. Il 28 febbraio 2022 la NASA ha acquistato altre tre missioni con equipaggio a SpaceX, portando il numero totale delle missioni a nove. L'ultima missione dimostrativa della navetta di Boeing è prevista per febbraio 2023 e porterà per la prima volta gli astronauti Barry Wilmore e Sunita Williams sulla stazione spaziale.

## Navette
Il Commercial Crew Program impiega attualmente la navetta Crew Dragon di SpaceX per il trasporto di astronauti da e verso la stazione, mentre Starliner inizierà i voli operativi al completamento dell'ultima missione dimostrativa. Entrambi i veicoli sono automatizzati ma possono essere comandate dal centro di controllo o dall'equipaggio in caso di emergenza. Sia Crew Dragon che Starliner dispongono di 11 m³ di volume pressurizzato e possono accogliere sette astronauti, anche se le missioni del programma prevedono il trasporto di quattro astronauti per missione con la possibilità di un quinto astronauta. Le navette utilizzano il sistema di attracco NASA Docking System della stazione spaziale, che sostituisce il Common Berthing Mechanism impiegato dalla precedente navetta Dragon 1 di SpaceX. Entrambe possono restare attraccate fino a 210 giorni e sono state progettate per avere una probabilità su 270 di avere un guasto catastrofico. Come paragone, il requisito di sicurezza della NASA per lo Space Shuttle era di una probabilità su 90.

### Crew Dragon
La Crew Dragon di SpaceX è la versione con equipaggio della navetta Dragon 2, che a sua volta è una evoluzione della Dragon 1. Ha una larghezza di 3,7 m ed è alta 4,4 m senza il modulo di servizio e 7,2 m quando è agganciata ad esso. Il modulo di servizio, non pressurizzato, viene sganciato dalla capsula che ospita l'equipaggio poco prima del rientro atmosferico a fine missione e contiene i pannelli solari e i radiatori. La capsula è invece progettata per essere riutilizzata fino a cinque volte. Come alternativa una Crew Dragon può essere convertita come navetta cargo senza equipaggio per le missioni di rifornimento della stazione spaziale. Queste sono normalmente svolte con la versione senza equipaggio, chiamata Cargo Dragon. 
La Crew Dragon può rimanere in volo libero per una settimana senza dover essere agganciata alla stazione spaziale. Il sistema di abbandono del lancio utilizza 8 propulsori SuperDraco, che forniscono una spinta di 73 kN ciascuno. Originariamente erano stati progettati per effettuare un atterraggio propulsivo, in modo analogo a quello che compie il primo stadio del lanciatore Falcon 9, ma questa soluzione è stata abbandonata in favore di un tradizionale ammaraggio con paracadute nei pressi della Florida nell'Oceano Atlantico o nel Golfo del Messico I 16 propulsori Draco, utilizzati per il Reaction Control System (RCS) generano 400 N di spinta ciascuno. L'Office of Inspector General della NASA ha stimato che il costo di missione si aggira attorno a 55 milioni di dollari per astronauta.

### Starliner
La Starliner ha un diametro di 4,6 m e un'altezza di 5,1 m. Il modulo dell'equipaggio può essere riutilizzato fino a 10 volte, mentre il modulo di servizio viene distrutto ad ogni missione. I propulsori per il Reaction Control System (RCS), per le manovre orbitali e il controllo di assetto (Orbital Maneuver and Attitude Control - OMAC) e per il sistema di abbandono del lancio sono prodotti da Aerojet Rocketdyne. Nel modulo di servizio sono alloggiati 28 propulsori del sistema RCS che generano 380 N ciascuno, e 20 propulsori OMAC che forniscono 6700 N ciascuno. I quattro propulsori per l'abbandono del lancio generano 178 kN ciascuno. La navetta può restare in volo libero per 60 ore. A differenza della Crew Dragon, che termina la missione con un ammaraggio, la Starliner è progettata per atterrare e impiegare degli airbag per assorbire l'impatto con il suolo. I luoghi di atterraggio sono il Dugway Proving Ground nello Utah, l'Edwards Air Force Base in California, la White Sands Missile Range nel Nuovo Messico e Willcox Playa in Arizona. Negli scenari di emergenza la navetta può effettuare anche un ammaraggio. L'Office of Inspector General della NASA ha stimato che il costo di missione si aggira attorno a 90 milioni di dollari per astronauta.

## Missioni operative

### Missioni Crew Dragon
Le missioni NASA per la stazione spaziale si susseguono in media ogni sei mesi. I contratti con Boeing e SpaceX prevedevano inizialmente sei missioni operative ciascuna. A dicembre 2021, la NASA ha concluso un contratto con SpaceX per tre ulteriori missioni nell'evenienza di altri ritardi nello sviluppo della Starliner. Questa decisione è stata presa a causa del ristretto intervallo di tempo tra l'ultima missione della navetta Dragon (la sesta) e la prima missione operativa (Boeing Starliner-1) di Boeing. Nella prima missione del programma, la SpaceX Crew-1 che si è svolta a novembre 2020, sono stati portati gli astronauti Victor Glover, Michael Hopkins, Soichi Noguchi e Shannon Walker sulla stazione a bordo della Crew Dragon Resilience. La navetta Resilience avrebbe dovuto compiere la seconda missione Crew-2, ma è stata riassegnata alla Crew-1 a causa della distruzione accidentale della navetta C204 durante i test. Mentre gli astronauti NASA erano assegnati alle missioni SpaceX e Boeing, l'astronauta giapponese Noguchi avrebbe preso parte alla prima missione operativa, con qualunque navetta fosse stata effettuata. 
La missione Crew-2, lanciata ad aprile 2021, è stata la prima ad impiegare sia un Falcon 9 che una navetta Dragon riutilizzati. In questo volo sono stati portati sulla stazione spaziale gli astronauti Shane Kimbrough, Megan McArthur, Akihiko Hoshide e Thomas Pesquet a bordo della Crew Dragon Endeavour. La Crew-3 ha avuto come equipaggio gli astronauti Thomas Marshburn, Raja Chari, Matthias Maurer and Kayla Barron, e la Crew-4 ha trasportato Kjell Lindgren, Bob Hines, Samantha Cristoforetti e Jessica Watkins. Gli astronauti statunitensi Josh Cassada, Nicole Aunapu Mann e l'astronauta Koichi Wakata dell'agenzia spaziale giapponese erano inizialmente assegnati alla prima missione operativa della Starliner, ma i ritardi hanno causato la loro riassegnazione alla Crew-5. Il quarto passeggero è la russa Anna Kikina, che è il primo cosmonauta a far parte del programma di scambio passeggeri Dragon-Sojuz. Questo accordo assicura almeno un astronauta NASA e almeno un cosmonauta Roscosmos su ogni missione di rotazione dell'equipaggio della stazione spaziale. In questo modo, entrambe le agenzie spaziali possono avere sempre una presenza a bordo della stazione anche nel caso in cui una delle due navette fosse costretta a terra.
Il 31 agosto 2022, è stato concluso un nuovo contratto tra NASA e SpaceX per 5 ulteriori missioni, portando il numero dei voli operativi a 14.

#### Lista delle missioni
| Missione                 | Stemma | Navetta            | Data di lancio    | Data di atterraggio          | Equipaggio                                                           | Esito missione |
| ------------------------ | --- | ------------------ | ----------------- | ---------------------------- | -------------------------------------------------------------------- | -------------- |
| Crew-1                   | | C207.1 Resilience  | 16 novembre 2020  | 2 maggio 2021                | Micheal Hopkins Victor Glover Soichi Noguchi Shannon Walker          | Riuscito       |
| Crew-1                   | Ha trasportato 4 astronauti sull'ISS per una missione di sei mesi. È la prima missione con un astronauta non statunitense a bordo. Inizialmente era pianificata la partecipazione di un cosmonauta della Federazione Russa, ma l'agenzia Roscosmos non aveva ancora certificato la navetta Crew Dragon per i voli con equipaggio, quindi è stato sostituito da un astronauta NASA. La missione ha superato il precedente primato di maggiore permanenza nello spazio detenuto dalla missione Skylab 4. |                    |                   |                              |                                                                      |                |
| Crew-2                   | | C206.2 Endeavour ♺ | 23 aprile 2021    | 10 novembre 2021             | Robert Kimbrough Megan McArthur Thomas Pesquet Akihiko Hoshide       | Riuscito       |
| Crew-2                   | Ha trasportato 4 astronauti sull'ISS per una missione di sei mesi. È la prima missione con un astronauta europeo a bordo. Per la prima volta è stato impiegato un vettore riutilizzato. |                    |                   |                              |                                                                      |                |
| Crew-3                   | | C210.1 Endurance   | 11 novembre 2021  | 6 maggio 2022                | Raja Chari Thomas Marshburn Matthias Maurer Kayla Barron             | Riuscito       |
| Crew-3                   | La missione ha trasportato quattro astronauti sulla stazione spaziale per sei mesi. La navetta e il vettore di lancio saranno riutilizzati. |                    |                   |                              |                                                                      |                |
| Crew-4                   | | C212.1 Freedom     | 27 aprile 2022    | 14 ottobre 2022              | Kjell Lindgren Bob Hines Samantha Cristoforetti Jessica Watkins      | Riuscito       |
| Crew-4                   | La missione ha trasportato quattro astronauti, tra cui l'italiana Samantha Cristoforetti, sulla Stazione spaziale internazionale per sei mesi. |                    |                   |                              |                                                                      |                |
| Crew-5                   | | C210.2 Endurance ♺ | 5 ottobre 2022    | 12 marzo 2023                | Nicole Mann Josh Cassada Koichi Wakata Anna Kikina                   | Riuscito       |
| Crew-5                   | Quinta missione del contratto CCP.. Il quarto astronauta è un cosmonauta russo, Anna Kikina, nell'ambito di un programma congiunto Dragon-Sojuz volto ad assicurare ad entrambe le nazioni una presenza nella nazione. |                    |                   |                              |                                                                      |                |
| Crew-6                   | | C206.4 Endeavour ♺ | 2 marzo 2023      | 4 settembre 2023             | Stephen Bowen Warren Hoburg Sultan Al Neyadi Andrej Fedjaev          | Riuscito       |
| Crew-6                   | Sesta missione del contratto CCP. |                    |                   |                              |                                                                      |                |
| Crew-7                   | | C210.3 Endurance ♺ | 26 agosto 2023    | 12 marzo 2024                | Jasmin Moghbeli Andreas Mogensen Satoshi Furukawa Konstantin Borisov | Riuscito       |
| Crew-7                   | Nel 2021, NASA ha stipulato un contratto con SpaceX per tre ulteriori missioni nell'ambito del contratto CCP a partire dalla Crew-7. |                    |                   |                              |                                                                      |                |
| Crew-8                   | | C206.5 Endeavour ♺ | 4 marzo 2024      | Ottobre 2024 (programmato)   | Matthew Dominick Michael Barratt Jeanette Epps Aleksandr Grebënkin   | In orbita      |
| Crew-8                   | Seconda delle tre missioni previste dall'estensione del contratto CCP tra NASA e SpaceX del 2021. |                    |                   |                              |                                                                      |                |
| Crew-9                   | | C212.4 Freedom ♺   | 28 settembre 2024 | Marzo 2025 (pianificato)     | Tyler Hague Aleksandr Gorbunov                                       | In orbita      |
| Crew-9                   | Terza delle tre missioni previste dall'estensione del contratto CCP tra NASA e SpaceX del 2021. |                    |                   |                              |                                                                      |                |
| Crew-10                  | | C210.4 Endurance ♺ | 14 marzo 2025     | Settembre 2025 (pianificato) | Anne McClain Nichole Ayers Takuya Onishi Kirill Peskov               | In orbita      |
| Crew-10                  | Prima delle cinque missioni previste dall'ulteriore estensione del contratto CCP tra NASA e SpaceX del 2022. |                    |                   |                              |                                                                      |                |
| SpaceX Crew-11 - Crew-14 | N.D. | N.D.               | N.D.              | N.D.                         | N.D.                                                                 | Programmato    |
| SpaceX Crew-11 - Crew-14 | |                    |                   |                              |                                                                      |                |

### Missioni Starliner
La prima missione operativa della Starliner, chiamata Starliner 1, trasporterà gli astronauti Scott Tingle e Michael Fincke della NASA, l'astronauta Joshua Kutryk dell'Agenzia spaziale canadese e l'astronauta Kimiya Yui dell'Agenzia spaziale giapponese a bordo della Starliner Spacecraft 2.
La NASA ha in programma l'estensione dell'accordo per lo scambio di posti con Roscosmos alle missioni Starliner.

#### Missioni operative
| Missione           | Stemma                                       | Navetta | Data di lancio     | Data di atterraggio | Equipaggio                                           | Esito missione |
| ------------------ | -------------------------------------------- | ------- | ------------------ | ------------------- | ---------------------------------------------------- | -------------- |
| Boeing Starliner-1 |                                              | S2.2 ♺  | 2025 (programmato) | N.D.                | Scott Tingle Michael Fincke Joshua Kutryk Kimiya Yui | Programmato    |
| Boeing Starliner-1 | Primo volo operativo della navetta Starliner |         |                    |                     |                                                      |                |
| Boeing Starliner-2 |                                              | N.D.    | 2026 (programmato) | N.D.                | N.D.                                                 | Programmato    |
| Boeing Starliner-2 |                                              |         |                    |                     |                                                      |                |
| Boeing Starliner-3 |                                              | N.D.    | 2027 (programmato) | N.D.                | N.D.                                                 | Programmato    |
| Boeing Starliner-3 |                                              |         |                    |                     |                                                      |                |
| Boeing Starliner-4 |                                              | N.D.    | 2028 (programmato) | N.D.                | N.D.                                                 | Programmato    |
| Boeing Starliner-4 |                                              |         |                    |                     |                                                      |                |
| Boeing Starliner-5 |                                              | N.D.    | 2029 (programmato) | N.D.                | N.D.                                                 | Programmato    |
| Boeing Starliner-5 |                                              |         |                    |                     |                                                      |                |
| Boeing Starliner-6 |                                              | N.D.    | 2030 (programmato) | N.D.                | N.D.                                                 | Programmato    |
| Boeing Starliner-6 |                                              |         |                    |                     |                                                      |                |